# Kaktovik
Kaktovik è una città degli Stati Uniti d'America situata nel Borough di North Slope dello Stato dell'Alaska. Kaktovik è una entità nativa dello Stato dell'Alaska federalmente riconosciuta e idonea a ricevere servizi da parte del Bureau of Indian Affairs.

## Geografia fisica
Kaktovik si trova sulla costa settentrionale dell'isola Barter nel mare di Beaufort.
L'isola si trova di fronte alla costa fra la foci dei fiumi Okpilak e Jago a circa 115 km a ovest del confine canadese. Il territorio si trova all'interno dell'Arctic National Wildlife Refuge.
Kaktovik dispone di un piccolo aeroporto civile e militare, il Barter Island LRRS Airport, (codice IATA "BTI"), posto lungo una striscia di terra fra il mare di Beaufort e la laguna di Kaktovik, a circa 1 km a nord-est del centro abitato.

## Storia
Il nord dell'Alaska è abitato da migliaia di anni dagli Inupiat del gruppo Tagiugmiut da cui discendono gli attuali nativi di Kaktovik. Questi facevano della caccia ai mammiferi marini della zona, ed in primo luogo alla balena artica, la loro primaria fonte di sussistenza e sull'isola Barter esisteva un grande villaggio preistorico.
Fino alla fine del XIX secolo Barter Island è stato un importante luogo di scambio per gli Inupiat ed era particolarmente importante come luogo di baratto fra Inupiat dall'Alaska e Inuit del Canada.
Nel 1923, con l'istituzione di un trading post per il commercio di pellicce, a Kaktovik si stabilirono i primi insediamenti fissi. L'economia della zona rimase tuttavia di base fino a dopo la seconda guerra mondiale quando, nel 1947, la Air Force iniziò la costruzione della pista di atterraggio e della stazione radar DEW. Queste attività richiamarono lavoratori sull'isola ed il centro abitato di Kaktovik conobbe uno sviluppo economico importante. La città di Kaktovik venne poi costituita come area incorporata nel 1971.